# Paralinguaggio
Il paralinguaggio è la componente vocale del linguaggio composta da elementi che prescindono dal contenuto verbale. 
Esso comprende i tratti prosodici (come intonazione, ritmo, durata, accento) e i tratti più propriamente paralinguistici, quali il tipo di voce, il timbro utilizzato, la risonanza. Si parla di paralinguaggio quando le variazioni di tali parametri in relazione al tempo, all'altezza del tono, all'intensità, concorrono alla formazione del significato (volontario o involontario) di una comunicazione.
Dagli studi e dagli esperimenti su base clinica condotti da molti studiosi, uno su tutti  Sigmund Freud, si è riscontrato che molti fenomeni paralinguistici di tipo emotivo, come ansia, rabbia, depressione ed euforia  possano svelarci conflitti psichici inconsci.